# Ádám Elek
Ádám Elek (2 giugno 1990) è un ex giocatore di football americano ungherese che ha giocato nel ruolo di wide receiver.